# Достать ножи (франшиза)
«Достать ножи» (англ. Knives Out) — медиафраншиза Netflix, главный герой которой — частный сыщик Бенуа Бланк. Включает два детективных фильма, «Достать ножи» (2019) и «Достать ножи: Стеклянная луковица» (2022), ведётся работа над фильмом «Достать ножи: Проснись, мертвец».

## Создание
Фильм «Достать ножи» (2019) совместного производства компаний MRC и Lionsgate Films собрал в прокате $311 млн при бюджете в $40 млн и стал таким образом вторым самым кассовым фильмом года, не основанным на уже существующей интеллектуальной собственности. Ещё до премьеры сценарист и режиссёр картины Райан Джонсон заявил о возможности сиквела с детективом Бенуа Бланком в центре сюжета. В начале 2020 года Lionsgate официально дали «зелёный свет» продолжению. В марте 2021 года компании Netflix, Amazon и Apple начали соревноваться за возможность приобрести права на этот фильм и ещё один сиквел «Достать ножи», и в конечном итоге Netflix приобрёл права на показ за $469 млн. Джонсон стал режиссёром проекта, Дэниел Крейг снова получил роль Бланка, а бюджет первого из фильмов составил по меньшей мере $40 млн. Сообщалось, что за участие в обоих проектах Джонсон, Крейг и продюсер фильма Рэм Бергман получили более $100 млн. Проигравшие стороны назвали это необъяснимой и «умопомрачительной» сделкой.
Вторая часть франшизы, «Достать ножи: Стеклянная луковица», вышла на экраны осенью — зимой 2022 года. Она была очень благожелательно встречена и критиками, и массовым зрителем. В январе 2023 года Райан Джонсон начал работу над сценарием третьей части.

## Фильмы
| Фильм                             | Дата выхода    | Режиссёр      | Сценарист     | Продюсеры                                | Композитор     | Оператор    | Монтажёр   |
| --------------------------------- | -------------- | ------------- | ------------- | ---------------------------------------- | -------------- | ----------- | ---------- |
| Достать ножи                      | 27 ноября 2019 | Райан Джонсон | Райан Джонсон | Рэм Бергман и Райан Джонсон              | Нэйтан Джонсон | Стив Йедлин | Боб Дюксей |
| Достать ножи: Стеклянная луковица | 23 ноября 2022 | Райан Джонсон | Райан Джонсон | Рэм Бергман и Райан Джонсон              | Нэйтан Джонсон | Стив Йедлин | Боб Дюксей |
| Достать ножи: Проснись, мертвец   | 2025           | Райан Джонсон | Райан Джонсон | Рэм Бергман, Райан Джонсон и Кэти Макнил | Нэйтан Джонсон | Стив Йедлин | Боб Дюксей |